# Charlie und der große gläserne Fahrstuhl
Charlie und der große gläserne Fahrstuhl (Originaltitel: Charlie and the Great Glass Elevator) ist ein Kinderbuch des norwegisch-walisischen Schriftstellers Roald Dahl, das 1972 erschienen ist. Es ist die Fortsetzung seines erfolgreichen Buches Charlie und die Schokoladenfabrik.
Die Handlung ist inspiriert von der Mondlandung der Mission Apollo 11, die Roald Dahl begeistert hatte.

## Inhalt
Die Geschichte schließt unmittelbar an Charlie und die Schokoladenfabrik an: Charlies Eltern und Großeltern beschließen, mit Willy Wonka in dessen Schokoladenfabrik umzuziehen, für die Charlie als Erbe ausgewählt ist. Sie steigen in Willy Wonkas fliegenden gläsernen Fahrstuhl, um zur Fabrik zurückzukehren. Da sich drei von Charlies Großeltern weigern, aus dem Bett aufzustehen, nehmen sie das Bett mit in den Fahrstuhl.
Der Fahrstuhl gerät unterwegs auf Abwege und findet sich in der Umlaufbahn der Erde wieder. Dort können sie das „Raumhotel USA“ besichtigen, ein um die Erde kreisendes Hotel, das die Regierung der Vereinigten Staaten gerade eröffnen will. Willy Wonka, Charlie und seine Familie betreten das Raumhotel zur Verwirrung der Astronauten, die sich für den ersten Besuch im Hotel bereit machen, und des US-amerikanischen Präsidenten, der die Vorgänge im Hotel von der Erde aus beobachtet. Willy Wonka spricht über Funk zur Regierung und gibt sich und seine Begleiter als Außerirdische aus. Während der Präsident und sein Beraterstab überlegen, was zu tun ist, bemerkt Charlies Großmutter, dass sich tatsächlich Außerirdische, die gefährlichen gewürmten Nilche, an Bord des Hotels befinden. Sie müssen aus dem Hotel fliehen und werden draußen von einer Gruppe gewürmter Nilche angegriffen. Auch die amerikanischen Astronauten und das Hotelpersonal geraten in Bedrängnis, Willy Wonka gelingt es aber, alle sicher auf die Erde zu bringen.
Auch nach ihrer Ankunft in der Schokoladenfabrik weigern sich Charlies Großeltern weiterhin, das Bett zu verlassen. Willy Wonka bietet ihnen daraufhin seine neueste Erfindung an, eine Substanz namens Wonka-Vit, durch die Personen um zwanzig Jahre verjüngt werden können. Plötzlich packt die drei Großeltern die Gier, sie nehmen zu viel davon ein, und so werden zwei von ihnen zu Kleinkindern, während Charlies Großmutter Georgine sogar vollkommen verschwindet, da sie sich um mehr Jahre verjüngt hat als sie alt war. Willy Wonka und Charlie reisen daraufhin mit dem gläsernen Fahrstuhl ins „Minusland“, um Großmutter Georgine ein Gegenmittel zu verabreichen.
Nachdem es gelungen ist, alle wieder in ihr ursprüngliches Alter zurückzuversetzen, erhält Willy Wonka einen Brief des Präsidenten, der ihn als Dank für die Rettung der Astronauten vor den außerirdischen Angreifern ins Weiße Haus einlädt. Die Großeltern lassen sich nun doch überzeugen, aus dem Bett aufzustehen, und die Familie betritt mit Willy Wonka den Hubschrauber, der geschickt wurde, um sie abzuholen.

## Publikationsgeschichte
Die Originalausgabe erschien 1972 in den Vereinigten Staaten und 1973 in Großbritannien. Sie wurde von Quentin Blake illustriert. Die erste deutsche Übersetzung von Adolf Himmel und Roswitha Fröhlich mit Illustrationen von Horst Lemke erschien 1974 im Bertelsmann-Verlag. Mehrere neuere Auflagen mit den Originalillustrationen erschienen im Rowohlt Verlag.

## Rezeption
Charlie und der große gläserne Fahrstuhl erhielt überwiegend negative Kritiken und wird gemessen an Charlie und die Schokoladenfabrik als weniger gelungen betrachtet. Dahl selbst bereute es später, eine Fortsetzung geschrieben zu haben, da auch er sie für schlechter hielt als das erste Buch. Obwohl das Ende des Buches bewusst offen gehalten ist, da Dahl ursprünglich plante, einen dritten Teil zu schreiben, brachten die schlechten Kritiken ihn von diesem Vorhaben ab.
Roald Dahl genehmigte keine Verfilmung dieses Buches, nachdem er von der Verfilmung Charlie und die Schokoladenfabrik von 1971 äußerst enttäuscht war. In Tim Burtons Neuverfilmung aus dem Jahr 2005 finden sich aber einige Details aus Charlie und der große gläserne Fahrstuhl.

## Ausgaben
Deutsche Buchausgaben
- Charlie und der große gläserne Fahrstuhl. Aus dem Englischen von Adolf Himmel und Roswitha Fröhlich. Mit Illustrationen von Horst Lemke, Bertelsmann 1974, ISBN 3-570-07633-4 (deutsche Erstausgabe).
- Charlie und der große gläserne Fahrstuhl. Aus dem Englischen von Adolf Himmel und Roswitha Fröhlich. Mit Illustrationen von Quentin Blake. 4. Aufl., Rowohlt Verlag 2003, ISBN 3-499-21212-9.

Englische Originalausgabe
- Charlie and the Great Glass Elevator. Puffin Modern Classics 2007, ISBN 0-14-132269-1.

Hörbuch
- Charlie and the Great Glass Elevator. 3 CDs, gelesen von Eric Idle, Puffin Audiobooks 2007, ISBN 0-14-180780-6 (englisch).